# Altoona (Pennsylvanie)
Pour les articles homonymes, voir Altoona.
La ville d’Altoona est située dans le comté de Blair, dans le Commonwealth de Pennsylvanie, aux États-Unis. Sa population s’élevait à 43 963 habitants lors du recensement fédéral de 2020, au sein d'une aire urbaine de 122 822 habitants incluant tout le comté de Blair.

## Transports
Altoona est desservie par l'aéroport commercial d’Altoona-Blair County Airport (code AITA : AOO).

## Sport
La ville est le siège de l'équipe de baseball le Curve d'Altoona, qui évolue en ligue mineure AA au sein de l'Eastern League et est affiliée à l'équipe des Pirates de Pittsburgh. Elle abrite également un orchestre symphonique depuis plus de 75 ans. La ville possède sa propre caserne employant 65 pompiers professionnels, ce qui en fait la plus grosse caserne entre Harrisburg et Pittsburgh.

## Galerie photographique

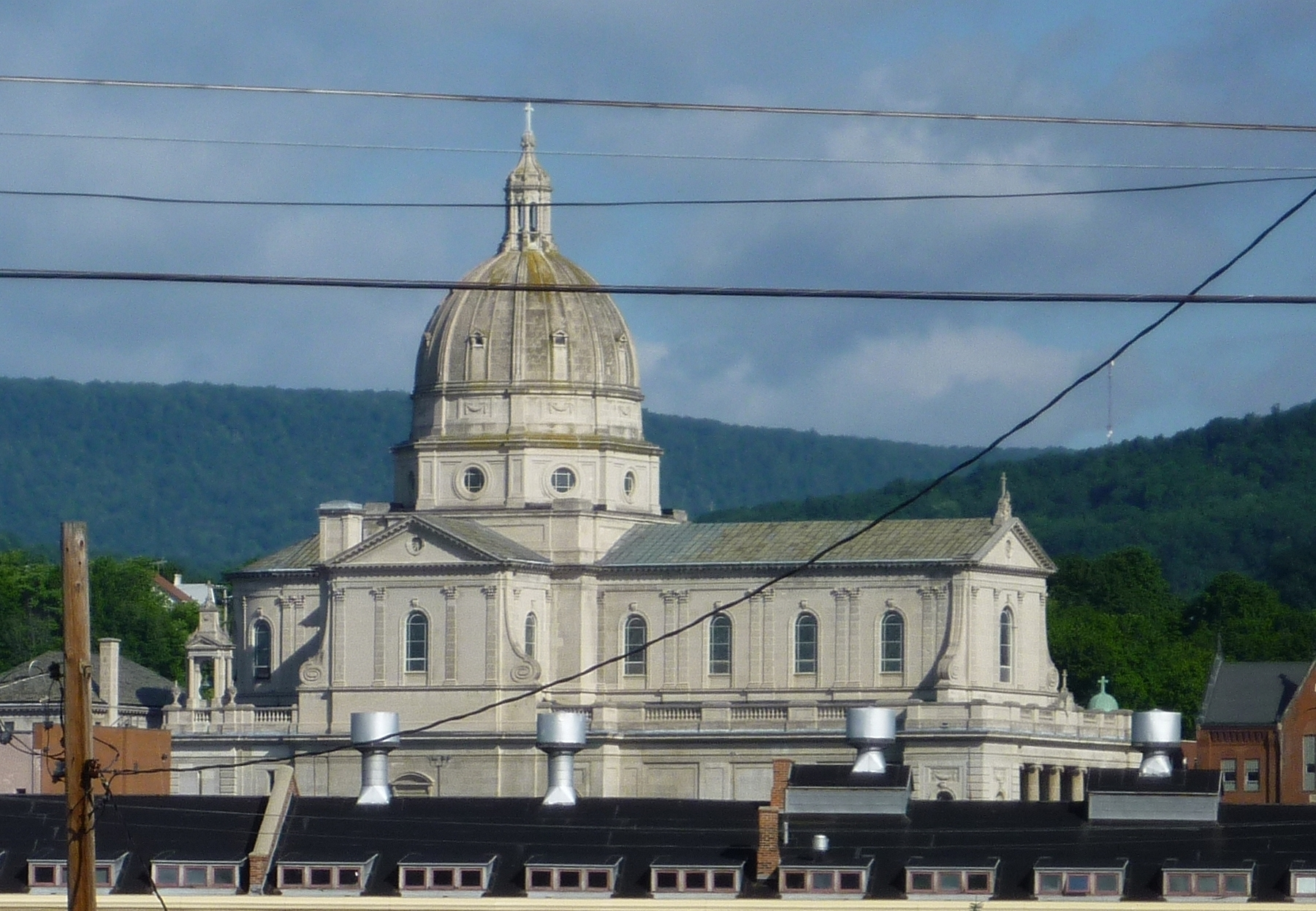
La cathédrale du Saint-Sacrement d’Altoona.
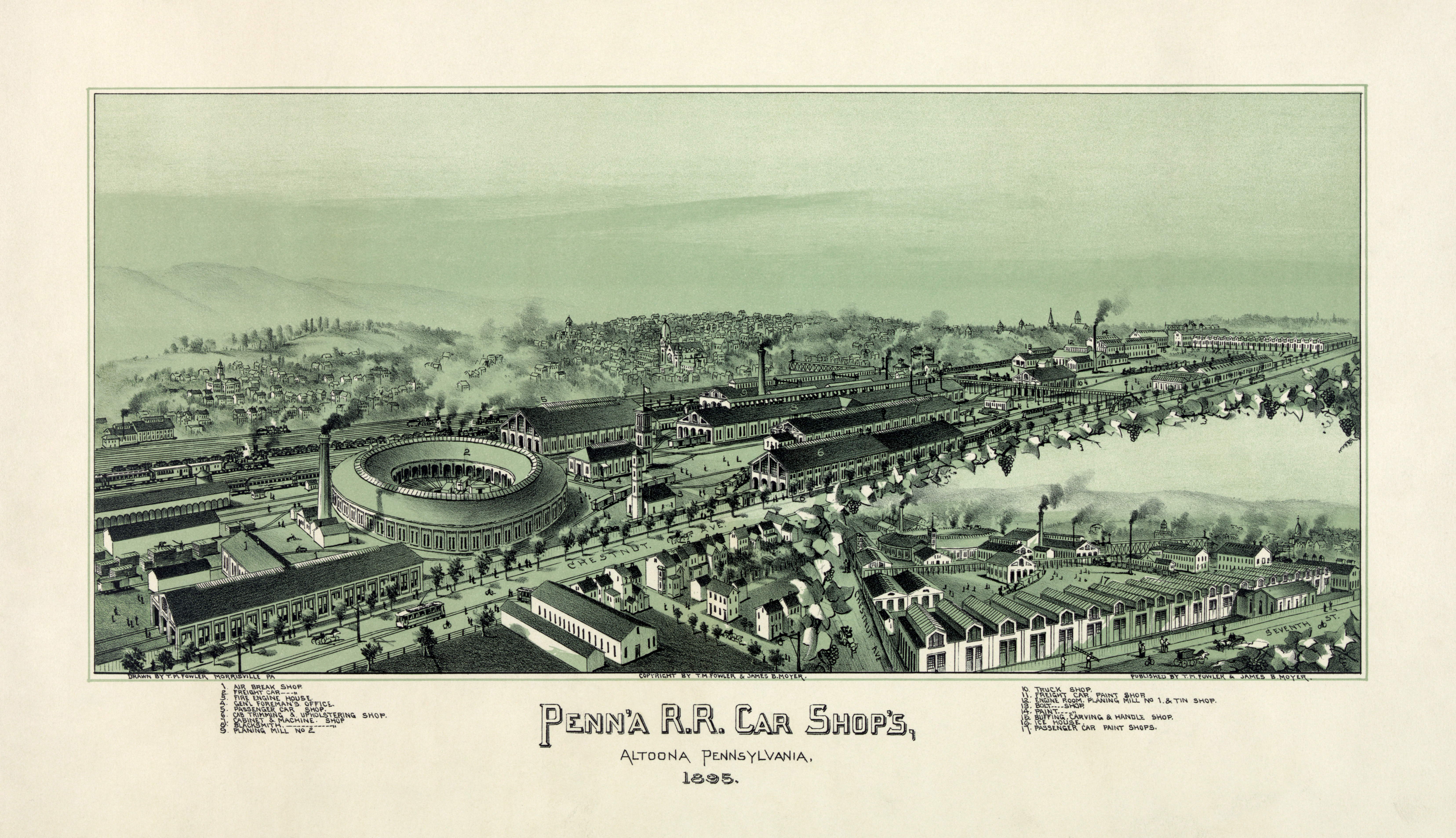
La ville en 1895, par Thaddeus Mortimer Fowler.